# Jean-Nicolas Marrigues
Jean-Nicolas Marrigues (* 1757; † 15. März 1834) war ein französischer Organist.

## Leben
In der Zeit der Französischen Revolution war Marrigues Organist an der Kathedrale von Versailles. Später kam er nach Paris und wurde Organist an den Clicquot-Orgeln von Saint-Thomas d’Aquin, wo er 1802 zum titulaire ernannt wurde. Zusätzlich erhielt er diesen Titel 1808 an St. Nicolas-des Champs und 1826 an St. Gervais, wo er Céleste-Thérèse Couperin, der letzten Organistin aus der Familie Couperin, nachfolgte. Außerdem unterrichtete er am Institut des Jeunes Aveugles. Marrigues hinterließ etwa dreißig Orgelwerke, darunter mehrere Fugen, die 2006 erstmals veröffentlicht wurden.